# Kromołowiec (skała)

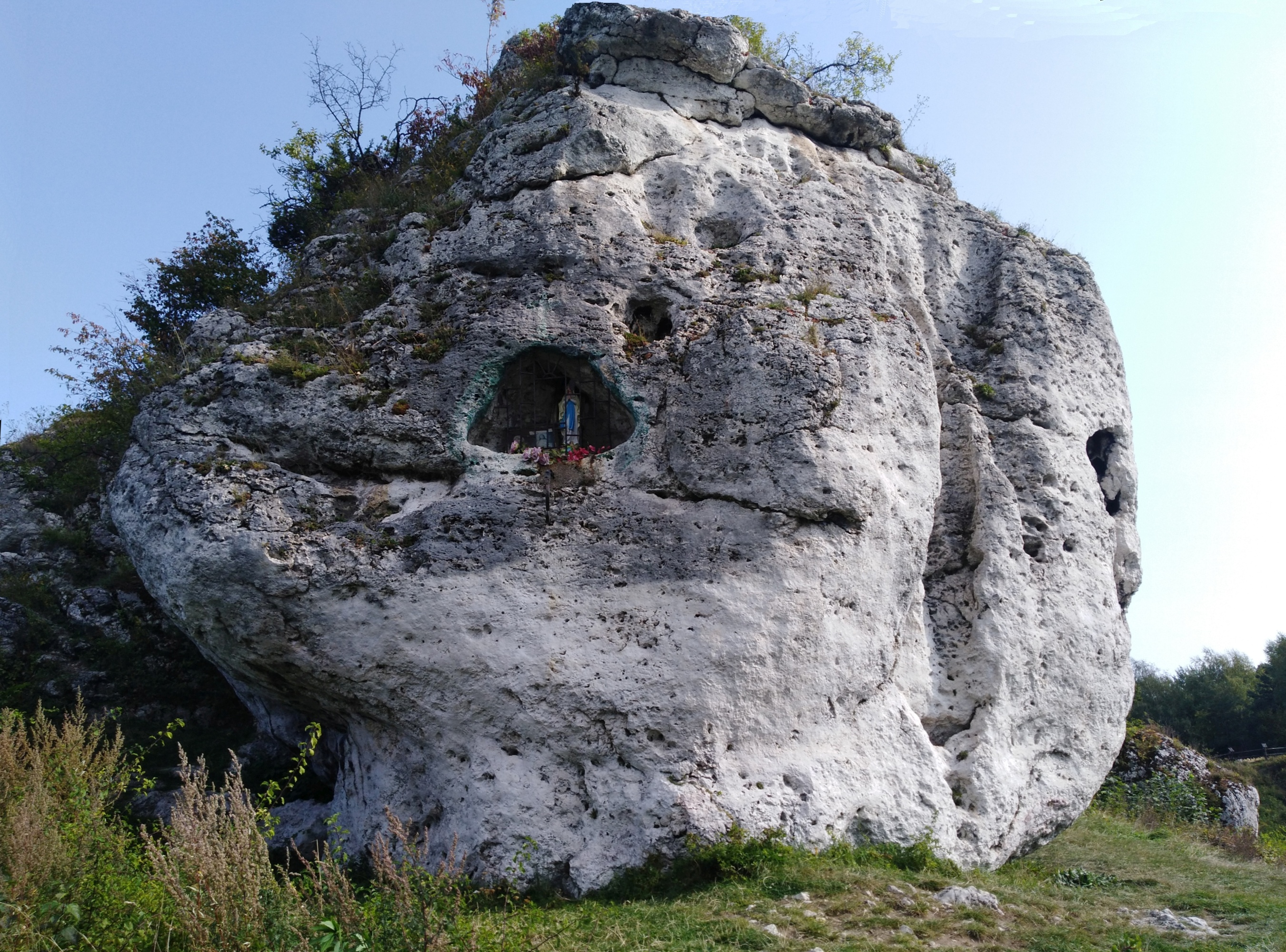

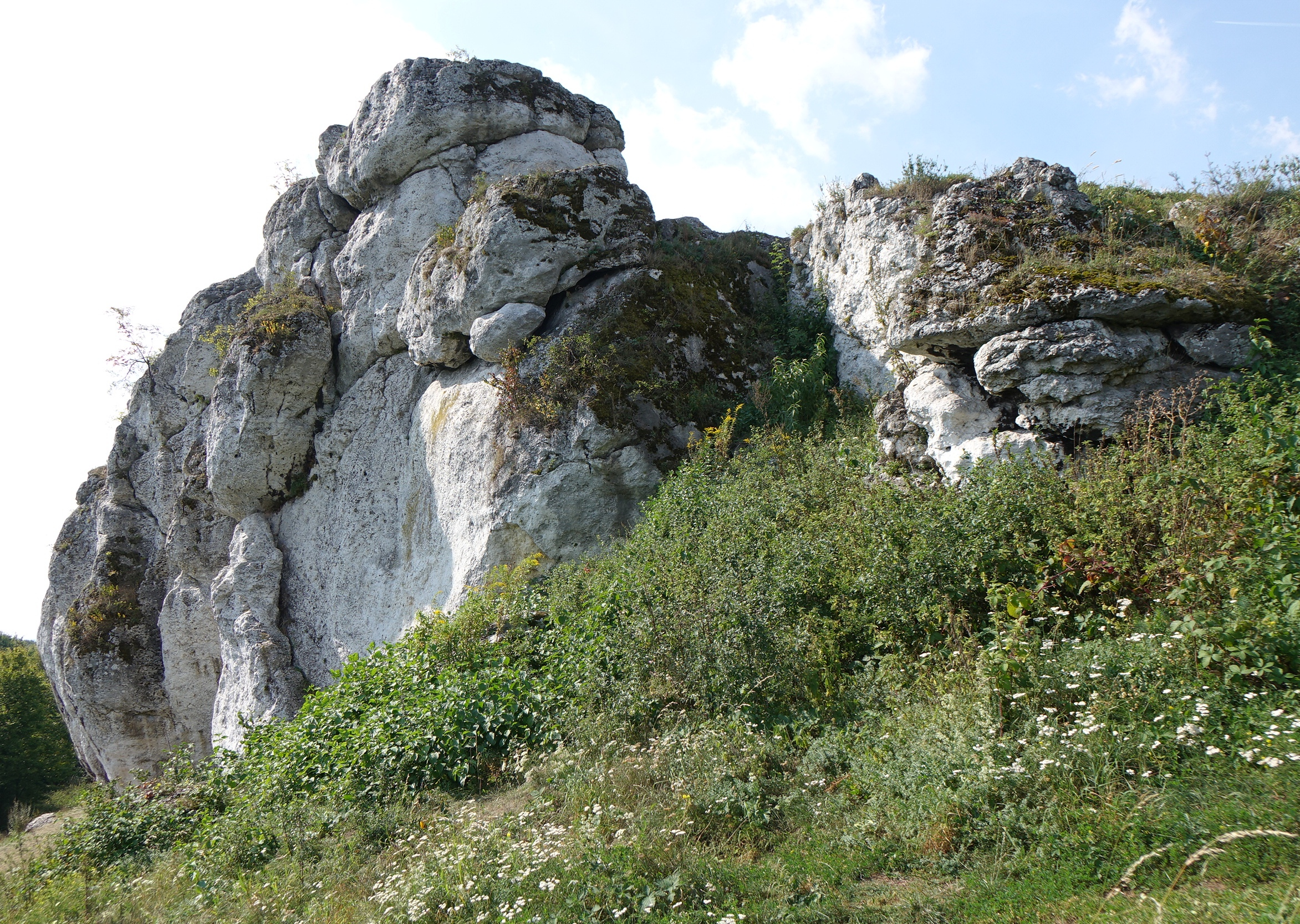

Kromołowiec lub Niegowonice I – skała w grupie Skał Niegowonickich w miejscowości Niegowonice w województwie śląskim, w powiecie zawierciańskim, w gminie Łazy. Znajduje się na wzniesieniu Kromołowiec (417 m n.p.m.) po północno-wschodniej stronie wsi, przy drodze wojewódzkiej nr 790 na Wyżynie Częstochowskiej będącej częścią Wyżyny Krakowsko-Częstochowskiej. Obok skał jest miejsce biwakowe z wiatą, stołem, ławami i tablicami informacyjnymi oraz miejsce parkingowe.
Skała ma wysokość 8 m. Znajduje się na terenie otwartym i zbudowana jest z twardych wapieni skalistych. W ścianie od strony drogi wykuto niewielka wnękę, w której zamontowano figurkę Matki Boskiej. Od 1995 roku na skale uprawiana jest wspinaczka skalna.
W pobliżu znajdują się jeszcze 3 inne skały wspinaczkowe: Niegowonice II, Niegowonice III i Przydrożna Skała.

## Drogi wspinaczkowe
Jest 5 dróg wspinaczkowych o trudności od IV do VI.1+ w skali polskiej i długości 8 m. Wszystkie mają zamontowane stałe punkty asekuracyjne; ringi (r) i stanowiska zjazdowe (st).
1. Ściemniająca Jolanta; V+, 3r + st, 8 m,
2. Ściemniająca Katarzyna; VI.1+, 3r + st, 8 m,
3. Rynna; IV, 3r + st, 7 m,
4. Droga pokuty; VI.1, 3r + st, 8 m
5. Psia droga; VI, 2r + st, 8 m[3].